# Colin Hay
Colin James Hay (født 29. juni 1953 i Saltcoats, Skotland) er en britisk sanger og guitarist.

## Biografi
I en alder af 14 flyttede han sammen med familien til Australien. I 1978 mødte han Ron Strykert, som han startede en duo med. De startede bandet Men at Work sammen med Jerry Speiser, John Rees og Greg Ham. Sammen udgav de albummet Business as Usual i 1981.
Efter bruddet med Men at Work i 1985, udgav Colin Hay flere soloalbums, inklusive Looking for Jack fra 1987 og Wayfaring Sons fra 1990, der blev store kommercielle successer.
Colin Hay er gift med sangeren Cecilia Noel, og er onkel til Sia Furler, vokalist i gruppen Zero 7. Senere har Colin Hay haft optrædener i tv-serien Scrubs, hvor også nogle af hans sange bliver spillet (for eksempel Beautifull World, Waiting for my real life to begin og Overkill).

## Diskografi
- Looking for Jack (1987)
- Wayfaring Sons (1990)
- Peaks & Valleys (1992)
- Topanga (1994)
- Transcendental Highway (1998)
- Going Somewhere (2001)
- Company Of Strangers (2002)
- Man at Work (2003)
- Are You Lookin' At Me? (2007)